# Parafia Kościoła Katolickiego Mariawitów w Zieleniewie
Parafia Przenajświętszego Sakramentu w Zieleniewie – mariawicka parafia kustodii płockiej, Kościoła Katolickiego Mariawitów w RP.
Świątynią parafialną była kaplica domowa pod wezwaniem Przenajświętszego Sakramentu, znajdująca się w Zieleniewie, w gminie Daszyna, powiecie łęczyckim, województwie łódzkim. Obecnie wierni spotykają się na modlitwę w prywatnych domach.  
Parafia obejmuje następujące miejscowości: Zieleniew, Rzędków, Odechów, Nowa Wieś, Kadzidłowa i Kłodawa.  
Wierni Kościoła Katolickiego Mariawitów są chowani na cmentarzu mariawickim w Nowej Sobótce, tam również znajduje się kościół pw. św. Mateusza Apostoła i Ewangelisty i św. Rocha Wyznawcy, będący siedzibą parafii Kościoła Starokatolickiego Mariawitów.

## Historia
Mariawityzm w rejonie Mazewa i okolic pojawił się dzięki słynnej duszpasterskiej działalności o. Jana Marii Michała Kowalskiego, proboszcza parafii rzymskokatolickiej w Starej Sobótce w latach 1905–1906. Wierni z okolicznych parafii przybywali licznie na nabożeństwa do Starej Sobótki, a następnie do Nowej Sobótki, gdzie utworzono siedzibę nowej parafii. Nowy ruch religijny zyskał licznych zwolenników w sąsiadującej z parafią sobótkowską, parafią św. Jana Chrzciciela w Mazewie. 
W roku 1907 w Nowej Sobótce rozpoczęto budowę kościoła oraz domu parafialnego, urządzono cmentarz wyznaniowy i ustanowiono główną siedzibę dla proboszcza czterech mariawickich parafii: sobótkowskiej, grabowskiej, mazewskiej i krośniewickiej. Każda z wymienionych parafii posiadała odrębny zarząd, radę parafialną i osobowość prawną.  
30 czerwca 1908 została poświęcona przez ks. Tomasza Marię Gabriela Krakiewicza kaplica domowa we wsi Zieleniew, w domu Józefa Waliszewskiego. W kaplicy przechowywano Przenajświętszy Sakrament i sprawowano msze święte, adorację eucharystyczną oraz różne nabożeństwa okresowe. Kaplicą opiekowały się siostry zakonne ze Zgromadzenia Sióstr Mariawitek. Przez krótki okres istniała również kaplica domowa w Rzędkowie.  
W roku 1909 na terenie tej parafii było aż 750 mariawitów, mieszkających głównie w miejscowościach: Rzędków, Żelazna, Jarochów, Jarochówek, Mazew, Sławoszew, Gąsiorów, Drzykozy, Zieleniew, Zagróbki i Daszyna. Ponadto do Mazewskiej Parafii Maryawitów pw. Przenajświętszego Sakramentu zaliczano mariawitów pochodzących z rzymskokatolickich parafii w Topoli Królewskiej, Siedlcu (20 wiernych) i Łęczycy (70 wiernych). Dane z roku 1916 podają liczbę 787 wiernych mazewskiej parafii mariawickiej. W 1923 roku parafia liczyła 810 wiernych. 
Potężnym ciosem dla miejscowej społeczności było odejście proboszcza, ks. Krakiewicza, do Kościoła rzymskokatolickiego w 1923 roku. Wraz z nim odeszła od mariawityzmu znaczna część parafian. Na jego miejsce ustanowiono proboszczem parafii mariawickiej o. Franciszka Marię Alojzego Gromulskiego.    
Po wprowadzeniu w mariawityzmie kapłaństwa niewiast, proboszczem parafii była siostra kapłanka Maria Eliza Patora, a wikariuszką parafii mazewskiej została siostra kapłanka Aniela Maria Teonilla Kołudzka, która mieszkała przy kaplicy w Zieleniewie.   
W wyniku rozłamu w mariawityzmie w roku 1935, znaczna część wiernych okolicznych parafii mariawickich opowiedziała się po stronie arcybiskupa Marii Michała Kowalskiego. W parafii grabowskiej mariawici felicjanowscy urządzili kaplicę domową w domu państwa Włoszkiewiczów w Jastrzębi. W Kajewie, gdzie stanowili większość, przez rok spotykali się na modlitwę w miejscowym kościele mariawickim, następnie byli zmuszeni opuścić świątynię i przenieść się do kaplicy domowej. Dla wiernych parafii mazewskiej i sobótkowskiej odrębna kaplica mariawicka znajdowała się w Zieleniewie, w domu rodziny Waliszewskich, następnie przeniesiono ją do domu rodziny Wojterów. Pierwszym proboszczem parafii w Zieleniewie była siostra kapłanka Aniela Maria Teonilla Kołudzka. Następnie w latach 1938-1940 probostwo w Zieleniewie objęła siostra kapłanka Honorata Maria Zacharia Orłowska, skąd została przeniesiona do pracy w Felicjanowie.  
Po jej przeniesieniu na nabożeństwa w miejscowych kaplicach przyjeżdżali kapłani i kapłanki z innych parafii, głównie z klasztoru w Felicjanowie. 2 lutego 1949 roku proboszczem parafii został kapłan Mieczysław Maria Felicjan Wojtera, pochodzący z Zieleniewa, który w międzyczasie obsługiwał również inne parafie. Z parafii Zieleniew pochodził także kapłan Kazimierz Maria Tymoteusz Anielak, urodzony 23 marca 1928 roku w Jarochówku, wyświęcony na kapłana 4 października 1951 roku w Felicjanowie. Kapłan M. Tymoteusz zajmował się krawiectwem, mieszkał na stałe w Felicjanowie, skąd pomagał jako wikariusz w obsłudze parafii Przenajświętszego Sakramentu w Grzmiącej. Często także przyjeżdżał do rodzinnej parafii, pomagając w jej obsłudze.  
W 1954 roku parafia liczyła około 110 wyznawców, obejmowała dwie kaplice w Zieleniewie u rodziny Wojterów i Jastrzębi u rodziny Włoszkiewiczów, należały do niej następujące miejscowości: Zieleniew, Gąsiorów, Zagróbki, Kutno, Krośniewice, Odechów, Jastrzębia, Kadzidłowa, Ostrówek, Grabina, Jarochówek, Rzędków, Morawce, Łubno i Kopyta. W 1958 roku kapłan M. Felicjan powrócił do Felicjanowa, skąd nadal opiekował się parafią w Zieleniewie. W obsłudze parafii pomagały także siostry kapłanki: Maria M. Magdalena Supieta oraz s. Sabina Maria Klementyna Gąsińska. Na ważniejsze uroczystości i pogrzeby przyjeżdżał również brat arcybiskup Józef Maria Rafael Wojciechowski oraz siostry biskupki. Do śmierci kapłana M. Felicjana (11 maja 2007) w jego domu rodzinnym funkcjonowała kaplica domowa. W Zieleniewie ostatnie lata swojego życia dopełniła wdowa po kapłanie M. Felicjanie siostra Sabina Wojtera z domu Zaręba.  
W chwili obecnej (rok 2023) nabożeństwa sprawowane są w prywatnych domach wiernych, przez miejscowych kapłanów i kapłanki ludowe. Kilka razy do roku wierni Kościoła Katolickiego Mariawitów są odwiedzani przez siostrę biskupkę Marię Rafaelę Woińską z Warszawy. 
Wierni z okolic Zieleniewa i Sobótki odprawiają miesięczną adorację Przenajświętszego Sakramentu 22 dnia miesiąca, a z Kadzidłowej i okolic 28 dnia każdego miesiąca.